# Heckeshorn

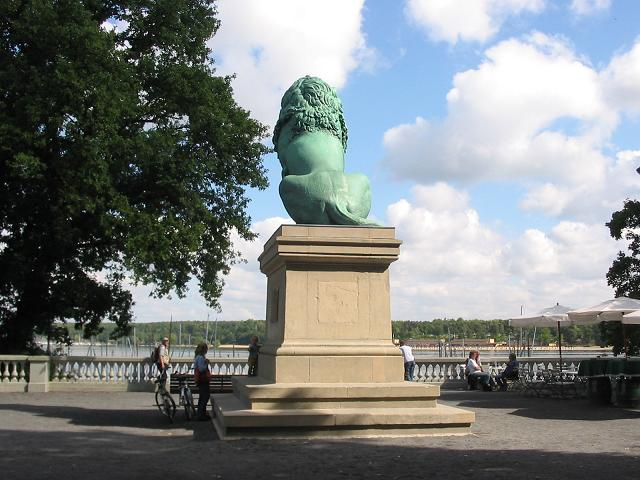
Aussichtskanzel auf dem Heckeshorn mit einer Kopie des Idstedt-Löwen

Heckeshorn ist eine Ortslage in Berlin-Wannsee. Heckeshorn bildet eine Ausbuchtung der Wannsee-Insel und liegt am Großen Wannsee gegenüber vom Strandbad Wannsee. Erschlossen wird die Siedlung Heckeshorn durch die Straßen Am Großen Wannsee und Zum Heckeshorn, auf denen die Buslinie 114 verkehrt.
Ende der 1930er Jahre wurde hinter der Siedlung die Reichsluftschutzschule errichtet. Bis 2007 befand sich hier die Lungenklinik Heckeshorn, die bis 2018 noch von einer DRK-Blutbank genutzt wurde. Der Hochbunker Heckeshorn wird vom Verein Berliner Unterwelten betreut.
Zu Heckeshorn gehört auch der Teil der Colonie Alsen mit der Liebermann-Villa, der Siemens-Villa, dem ehemaligen Landhaus Oppenheim – heute Sitz einer Montessori-Schule – und dem Haus der Wannseekonferenz. Am Wasser unweit des Hauses, auf einer Aussichtskanzel am Tiefhornweg, steht eine Kopie des Idstedt-Löwen. 
Am Strand von Heckeshorn steht eine ehrenamtlich besetzte Wasserrettungsstation der DLRG Berlin.